# Legacy of Kain: Soul Reaver 2
Legacy of Kain: Soul Reaver 2 est un jeu vidéo d'action-aventure de la série Legacy of Kain, développé par Crystal Dynamics, sorti sur PC et PlayStation 2 en 2001.
Le joueur y incarne Raziel, un « Vampire des Âmes » qui veut se venger de Kain pour l’avoir fait jeter dans le Lac des Morts et damné à jamais. Le jeu propose une ambiance gothique et violente, où le héros voit ses semblables se faire massacrer et le Royaume sombrer dans la déchéance.
Le scénario est complexe, puisque chaque épisode de la série Legacy of Kain dévoile une partie différente de l’histoire générale, obligeant le joueur à avoir accompli les opus précédents pour bien saisir les nouvelles révélations apportées. De plus, l'histoire de cet épisode se déroule à différentes époques, ce qui peut prêter à une certaine confusion.

## Système de jeu
Le scénario du jeu prenant place immédiatement après le jeu précédent, Raziel a conservé ses pouvoirs : il peut voyager entre les sphères spirituelle et physique, traverser les grilles en tant qu'esprit, grimper sur des parois friables, nager et lancer des projectiles télékinésiques.

### Essence physique et spectrale
Raziel est incapable de survivre indéfiniment dans la sphère matérielle. En effet, il a été réincarné dans un corps dont l’essence physique se dissipe au cours du temps, l’obligeant à retourner dans la sphère spectrale dès que son corps a perdu toute son essence. Cependant, il peut retrouver de l’essence physique en absorbant l’âme de ses ennemis morts, du moins avant qu’elles ne disparaissent dans la sphère spectrale.
Une fois dans la sphère spectrale, Raziel doit accumuler suffisamment d’âme pour pouvoir retourner dans la sphère matérielle. Pour cela, il lui suffit d’absorber les âmes damnées qui s’y trouvent. De plus, son essence revient lentement au cours du temps.
Dans le monde spectral, la Reaver est sa seule arme, mais est assez faible. Le principal avantage à se retrouver dans la sphère spectrale est que l’architecture y est difforme, ce qui permet de trouver de nouveaux passages pour atteindre un endroit inaccessible dans la sphère matérielle.
Raziel est immortel : une fois ses essences physique et spectrale entièrement dissipées, il est automatiquement réincarné, mais loin du lieu de sa mort.

### Armes ordinaires
Raziel peut utiliser toutes les armes qui sont à sa portée : ses propres griffes, les hallebardes et équivalents, les épées et les torches. Chaque mort est délibérément violente : avec les griffes, il égorge et transperce ses ennemis ; avec la hallebarde, il empale ; avec l’épée, il décapite et avec la torche, il immole.
Chaque arme peut être lancée comme un javelot. S’il n’a pas d’arme en main, il attaquera par télékinésie. Si un ennemi meurt par le jet d’une arme, il s’effondrera sans animation violente.

### La Reaver
La Reaver peut être invoquée à tout moment, excepté lorsque Raziel est sous l’influence du bâton de Moébius. Cette arme est extrêmement puissante, et peut être imprégnée des éléments des Ténèbres, de la Lumière, de l’Air et du Feu. Plus la Reaver frappe souvent en un court laps de temps, plus elle inflige de dégâts, jusqu’à atteindre une limite au-delà de laquelle elle se nourrit de l’essence physique de Raziel lui-même. La Reaver ne doit donc pas être utilisée en continu.
En outre, elle vampirise l’âme de ses ennemis. Ainsi, un ennemi tué par la Reaver verra son âme entièrement absorbée par l’épée, empêchant Raziel de se régénérer. De la même manière, un ennemi affaibli par la Reaver et tué par une arme ordinaire ne délivrera qu’une âme peu nourrissante.

## Scénario
Le jeu commence lorsque le premier titre Soul Reaver 1 s’achève. Raziel affronte Kain dans le chrono-plast, la salle de la machine à voyager dans le temps. Raziel s’attaque alors à Kain, qui s’échappe dans la machine, réglée pour le projeter des décennies en arrière. Raziel le suit et se retrouve trente ans avant les évènements du premier opus Blood Omen 1. Moébius (le Gardien du Pilier du Temps) lui révèle alors que Kain se trouve aux Piliers de Nosgoth, et Raziel part à sa recherche. Sur le point de quitter la forteresse Séraphéenne, il tombe sur la Soul Reaver matérielle de William le Juste. Lorsqu’il se saisit de l’épée, sa Soul Reaver spectrale se réveille et les murs de la forteresse se mettent à trembler.
Lorsque Raziel arrive aux Piliers de Nosgoth, il se retrouve à nouveau face à Kain, qui lui explique qu’il est revenu dans le but de modifier sa destinée. Dans un proche futur, le jeune Kain va refuser de se sacrifier pour la purification de Nosgoth, dans le but d’éviter la fin de la race des vampires. Or, le refus de ce sacrifice va entraîner de lourdes conséquences pour le royaume de Nosgoth, le faisant sombrer dans la déperdition. Kain compte donc énoncer ce funeste futur à lui-même lorsqu’il est encore jeune, pour éviter sa triste destinée. Raziel, aveuglé par sa soif de vengeance, n’en croit pas un mot. Kain disparaît alors, avant que Raziel ne puisse l’attaquer.
Raziel poursuit alors sa route vers le nord, et se retrouve dans l’antre de l’Ancien (la créature qui est censé l'avoir ressuscité). Il y découvre des fresques décrivant une ancienne race et une icônographie de la Reaver. Il s’adresse ensuite à l’Ancien à propos de ces représentations, mais celui-ci les néglige et le vilipende pour ne pas avoir encore tué Kain (objectif pour lequel il dit l'avoir ressuscité). Raziel l’ignore et poursuit sa route vers un marais et découvre un édifice ancien, une forge dont les murs sont ornés de peintures décrivant une ancienne guerre. À l’intérieur de cette forge se trouve un cristal qui augmentera la puissance de la Reaver spectrale de Raziel, l’imprégnant du pouvoir des Ténèbres. Après avoir quitté la forge, il rencontre Vorador, le dernier vampire à cette date. Raziel apprend de lui que Janos Audron, un vampire mort depuis 500 ans et le dernier détenteur de la Reaver à cette date, connaissait les secrets qu’il était en train de chercher.
Raziel, maintenant équipé du pouvoir des Ténèbres, décide de retourner à la forteresse Séraphéenne. En chemin, l’Ancien lui révèle quelques informations sur la race ancienne, notamment qu’elle essayait de manipuler l’histoire à ses propres fins. Une fois arrivé dans la forge de Lumière, la Reaver est imprégnée d’un nouvel élément. De plus, Raziel apprend que la race ancienne était l'architecte des Piliers de Nosgoth. Il arrive alors devant la porte principale de la forteresse Séraphéenne, que son pouvoir de Lumière permet d’ouvrir. Il rencontre à nouveau Kain, qui lui remet la Soul Reaver physique. L'histoire veut que Kain soit tué en ces lieux et dans cette temporalité. L’épée prend alors le contrôle de Raziel, qui se retrouve confronté à un cruel dilemme : tuer Kain et n’être rien de plus qu’un pion ayant obéi aux ordres de Moébius et de l’Ancien, ou suspendre sa vengeance et le laisser en vie pour affirmer son libre-arbitre. Il choisit de le laisser en vie, brisant sa destinée et créant un paradoxe temporel.
Une fois que le cours de l’histoire s’est modifié pour intégrer la survie de Kain, celui-ci se téléporte, et Raziel retrouve Moébius dans le chrono-plast, lui annonçant qu’il a compris ses sombres plans et qu’il compte lever le voile sur tous ces secrets en rencontrant l’ancienne race elle-même. Sur ce, il le force à actionner sa machine, et est renvoyé dans le futur, mais 100 ans plus tard. Après s’être rendu compte de la supercherie dont il était victime, une illusion se faisant passer pour le fantôme de Moébius apparaît et lui explique que le fait d’avoir laissé Kain en vie n’a rien changé au cours de l’histoire, et que Nosgoth est toujours en train de dépérir. Raziel visite alors les lieux, rencontrant des forces démoniaques décidées à l’empêcher de découvrir les secrets de la race ancienne.
Raziel traverse à nouveau les marais. Sur le chemin, il contemple le sinistre désastre de la corruption des Piliers et rencontre Ariel, le fantôme de la Gardienne de l’Équilibre, condamnée à errer pour l’éternité aux côtés des Piliers qu’elle n’a pas su protéger. Il rencontre à nouveau l’Ancien, qu’il ne considère plus que comme un parasite. Il finit par trouver un chemin qui pourrait lui permettre d’explorer les alentours de la forteresse de Janos Audron, et rencontre Kain. Il ne se montre pas hostile, car il pense que tuer Kain maintenant ne servirait à rien. Ils ont alors une discussion sur les sombres forces démoniaques qui ont envahi ce monde et l’immortalité de Raziel. Ils se séparent, et Raziel pénètre dans la forge de l’Air, où il découvre que l’ancienne race était des vampires, à la suite d'une malédiction lancée par leurs ennemis (les Hyldens). Ces vampires forgèrent la Reaver, les Piliers de Nosgoth et en furent les Gardiens originels.
Grâce au nouvel élément imprégné dans la Reaver (l'élément de l'Air), il est maintenant capable d’atteindre le chrono-plast, et par une étrange coïncidence, est propulsé justement à l’époque désirée : celle de Janos Audron. Il se précipite vers la forteresse de Janos et fait l’ascension du labyrinthe aérien de la forteresse, spécialement conçu pour les anciens vampires pourvus d'ailes. Il rencontre alors Janos, qui lui révèle être le dixième Gardien, celui de la Reaver. De plus, Raziel s’aperçoit que Janos n’est pas le cruel vampire décrit par les Séraphéens.
Malheureusement, tout ceci n’est qu’un piège : la machine à remonter le temps l’avait renvoyé à l’époque du siège de la forteresse de Janos, et le passage qu’il a libéré pour les créatures non-ailées a permis à l’élite des Séraphéens (Turel, Dumah, Zephon, Melchiah, Rahab et l’humain Raziel lui-même) d’atteindre Janos pour le tuer, permettant d’accélérer le plan macabre de Moébius. La seule réaction de Janos fut de téléporter Raziel dans la forge du Feu pour le protéger. Raziel, accablé et furieux, résout l’énigme de la Forge et retourne au sommet de la tour, mais Janos est déjà mort, son cœur retiré et la Reaver subtilisée. Il croise le regard de son homologue du passé, troublé. Empli de haine et reniant tout ce qu'il aurait pu être qu'il croyait jadis noble, Raziel décide de venger le meurtre de son nouveau bienfaiteur.
En chemin, Raziel va exterminer tous les démons qu’il rencontrera. En effet, les forces démoniaques semblent être intemporelles et bien décidées à l'empêcher de suivre son libre-arbitre. Une fois à l’intérieur de la forteresse Séraphéenne, il rencontre à nouveau Moébius, dont le bâton annule la Reaver spectrale. Bien décidé à tous les anéantir, il se saisit de la Reaver matérielle, mais un incident survient : la Reaver prend possession du corps de Raziel, fusionnant avec son âme. Raziel se retrouve alors incapable de relâcher la Reaver, et le pouvoir vampirique de l'épée semble se déverser intégralement dans le corps physique de Raziel, le rendant invincible. Ainsi armé, il ne peut plus attendre davantage : il se jette à la poursuite de l’élite Séraphéenne et les massacre tous.
C’est alors qu’il rencontre son moi humain, le meurtrier de Janos. Aveuglé par sa soif de vengeance, il se jette sur lui et l’assassine. Une fois le dernier membre du cercle mort, le pouvoir du bâton de Moébius s’éteint, et la lame spectrale entre en contact avec la lame matérielle, qui se retournent toutes deux contre Raziel et l’empalent. Transpercé mais encore en vie, il contemple l’ampleur du désastre : la Reaver n’était pas une lame forgée pour vampiriser l’âme de ses ennemis. C’était l’âme même de Raziel qui était l’élément vampirisant de la Reaver. Cependant, l’arme s’était retournée contre elle-même et essayait de vampiriser sa propre âme (ce qui l’avait conduite à se briser lorsque Kain a essayé de tuer Raziel avec, dans le jeu précédent). C’est alors que Kain surgit et retire la lame du corps de Raziel avant la fusion.
Pendant que Raziel perd peu à peu son essence physique, retournant dans la sphère spectrale, Kain essaye de le prévenir de la terrible erreur qu’ils viennent de commettre et du piège des Hyldens. Raziel comprend alors que Kain n’a pas réécrit l’histoire, mais a simplement retardé sa destinée en créant un paradoxe temporel. Le dernier mot de Raziel avant la fin du jeu est : « L’histoire a horreur des paradoxes ». Cette fin énigmatique mène directement à l’histoire des deux jeux suivants, Blood Omen 2 et Défiance.

## Voix

### Voix américaines
- Raziel : Michael Bell
- Kain / Dumah : Simon Templeman
- Dieu Ancien : Tony Jay
- Moebius / Turel : Richard Doyle
- Janos Audron : René Auberjonois
- Vorador : Paul Lukather
- Ariel : Anna Gunn
- Malek : ?
- Rahab : ?
- Voix additionnelles féminines : Anna Gunn
- Voix additionnelles masculines : ?

### Voix françaises
- Raziel : Bernard Lanneau
- Dieu Ancien / Kain : Benoît Allemane
- Moebius (sauf dans l'introduction) : Jean-Louis Faure
- Vorador / Janos Audron / Zephon / Dumah / Malek / Moebius (dans l'introduction) : Jean Barney
- Ariel : Anne Rochant
- Turel / Melchiah : ?
- Voix additionnelles féminines : Anne Rochant
- Voix additionnelles masculines :  Benoît Allemane, Jean Barney, Jean-Louis Faure, ?

Note : L'unique phrase de Rahab est dite par Dumah dans la version française. Il s'agit d'une erreur de doublage.

## Contexte de la sortie du jeu
Soul Reaver 2, d'abord prévu pour sortir sur PlayStation, Dreamcast et PC, arrive à la fin de l'année 2001 sur PlayStation 2 et PC. L'équipe de développement a abandonné le travail sur Playstation au profit de la Playstation 2 dès mai 2000
tandis que la version Dreamcast a été annulée à seulement quelques mois de la sortie du titre.
Le jeu a reçu de bonnes critiques
et a été un succès commercial pour Eidos, en se vendant à plus de 500 000 unités dans le monde,
sans toutefois arriver à la hauteur des ventes du premier opus, Soul Reaver.
Legacy of Kain: Defiance est la suite directe de Soul Reaver 2.